# Lonely Suite
Ballet for a Lonely Violonsit
La Lonely Suite est une suite de musique de chambre pour violon seul de la compositrice Lera Auerbach, écrite en 2002.

## Contexte et création
La Lonely Suite a été composée par Lera Auerbach en 2002. Elle se veut une étude personnelle de l'existence solitaire. Sous-titrée Ballet for a Lonely Violonsit, la suite est en réalité une série de miniatures musicales.
Lors de la pandémie de Covid-19, la compositre a rendu l'œuvre téléchargeable gratuitement, pour encourager les violonistes isolés à mettre leur performance sur YouTube.

## Structure
L'œuvre se compose de six mouvements :
1. Dancing with Oneself
2. Boredom
3. No Escape
4. Imaginary Dialogue
5. Worrisome Thought
6. Question

## Analyse
Dans le premier mouvement, le violoniste s'accompagne lui-même dans un mouvement de dense lente et légère. Le mouvement suivant, Boredom, est une longue rêverie à la mélodie léthargique qui emplit de frustration. On retrouve cette dernière dans le troisième mouvement, où la figure mélodique se joue comme un ouroboros se mordant la queue. Imaginary Dialogue joue sur les écarts d'intervalles pour trouver une sérénité qui n'arrive qu'avec les rares harmonies de la fin. Le cinquième mouvement reste irrésolu, ne changeant pas sa note pour passer du fa dièse au sol, mélodie troublée par des bruits de coups et de souffle. La Question du sixième mouvement ne trouve pas non plus de réponse.